# Hyemoschus aquaticus
Lo iemosco acquatico (Hyemoschus aquaticus Ogilby, 1841), unica specie del genere Hyemoschus Gray, 1845, è un piccolo ruminante originario delle regioni costiere dell'Africa occidentale e delle foreste pluviali di quella centrale. È la più grande delle dieci specie di traguli, Artiodattili piuttosto primitivi simili ai cervi che solo raramente superano le dimensioni di un cane di piccola taglia.

## Descrizione
Lo iemosco acquatico ha un corpo tozzo e rotondeggiante, zampe sottili munite di zoccoli e una testa simile a quella di un topo. Come quelli di tutti gli altri Tragulidi, anche i maschi di questa specie sono muniti di zanne. Come indica il nome, lo iemosco acquatico è un buon nuotatore e può rimanere immerso sott'acqua anche per un certo periodo di tempo. È in grado di chiudere a piacimento le narici per evitare all'acqua di penetrare nelle vie aeree. Non si spinge mai troppo lontano dai corsi d'acqua e quando si sente minacciato corre a tuffarsi in acqua. È ricoperto da un mantello di colore bruno-rossastro segnato da strisce e macchie bianche. Gli esemplari adulti pesano in media 10–12 kg e raggiungono gli 80 cm di lunghezza.

## Distribuzione e habitat
Endemico dell'Africa occidentale e centrale, lo iemosco acquatico è diffuso nella fascia forestale che, attraverso Liberia e Costa d'Avorio meridionale, va dalla Sierra Leone e dalla Guinea sud-orientale al Ghana sud-occidentale. Si incontra anche nelle regioni meridionali della Nigeria, a est del fiume Niger, e in tutta la foresta tropicale estesa nella regione centrale del continente, attraverso Camerun meridionale, Gabon, Cabinda (Angola), Repubblica del Congo e Repubblica Democratica del Congo, fino alle estreme propaggini occidentali dell'Uganda, dove però si ritiene che sia ormai scomparso. L'esemplare conosciuto spintosi più a sud è stato catturato in Angola, nella Provincia di Lunda Nord, nei pressi del fiume Cassai.

## Biologia
Lo iemosco acquatico è un ruminante vero e proprio, che si nutre soprattutto di vegetali, in particolar modo di frutta. Ha abitudini notturne e prevalentemente solitarie. I territori dei maschi si sovrappongono a quelli delle femmine, ma i maschi solo raramente sono aggressivi con i conspecifici. Quando combattono tra di loro, utilizzano le zanne come arma, ma quasi sempre si ignorano a vicenda. Le femmine si accoppiano con i maschi dei territori vicini e danno alla luce un unico piccolo precoce. La gestazione dura 4 mesi.

## Conservazione
Lo iemosco acquatico è particolarmente vulnerabile a due fattori: la rapida deforestazione delle foreste pluviali tropicali in cui vive e la caccia da parte dell'uomo, in quanto la carne ricavata da questa specie fa parte della cosiddetta bushmeat.